# Nicolas-Joseph Platel
Nicolas-Joseph Platel   (Versalles, 1777 - àrea metropolitana de Brussel·les, 25 d'agost de 1835) fou un violoncel·lista i compositor francès.
Fou deixeble de Duport i de Lamare, i el 1796 ingressà en l'orquestra del teatre Feydeau, però havent-se enamorat d'una actriu que actuava en aquell teatre, la seguí a Lió el 1797, i no tornà a París fins al 1801. Per aquell temps Platel ja era considerat com el millor violoncel·lista; no obstant això, o va fer cap pas per aconseguir noves contractes. A partir de 1805 emprengué diverses gires artístiques, i fins al 1813 residí generalment en poblacions de segon orde, entrant aquell any com a primer violoncel en el teatre de l'òpera d'Anvers; el 1824 passà amb el mateix càrrec a Brussel·les, del qual Conservatori (Escola Reial de Música) se'l nomenà professor i va tenir entre altres alumnes en Franz De Munck, en Jules Denefve etc.
Publicà:
- diversos concerts per a violoncel i orquestra, (el cinquè, titulat Le quart d'heure) fou editat a Brussel·les, i els anteriors a París;
- diverses sonates, capricis, melodies, etc., totes per al seu instrument;
- sis romances amb acompanyament de piano;
- sis duets per violí i violoncel, etc.